# Marstrup
Marstrup (tysk: Mastrup) er en by i Sønderjylland med 778 indbyggere  (2025), beliggende 4 km nordvest for Hoptrup, 21 km nord for Aabenraa, 13 km sydøst for Vojens og 7 km sydvest for Haderslev. Byen hører til Haderslev Kommune og ligger i Region Syddanmark.
Marstrup hører til Hoptrup Sogn. Hoptrup Kirke ligger i Hoptrup Kirkeby 3 km syd for Marstrup.

## Pamhule
Marstrup ligger i et naturskønt område med Pamhule Skov nordvest for byen. Skoven hører under Naturstyrelsen, og dele af den er reserveret til dyrehave, hvor afkom af dådyr og kronvildt fra Dyrehaven ved København er sat ud.

## Faciliteter
- Marstrup Skole var fra 1913 og fik i 2000 en ny bygning til indskoling og SFO. Den blev i 2013 flyttet til Hoptrup og fusioneret med to andre skoler i Fællesskolen Hoptrup Marstrup Vilstrup. Fællesskolen har 124 elever, fordelt på 0.-6. klassetrin i ét spor, samt 26 ansatte.[2] Den lukkede skole i Marstrup har flere gange været brugt til specialskole-elever, når Louiseskolen i det nordlige Haderslev har haft pladsproblemer.[3]
- Marstrup Børnehave, der blev bygget i 1997, har plads til 39 børn i alderen 2-6 år.[4]
- Hoptrup Marstrup Idrætsforening (HMIF) er startet i 1906 og har ca. 600 medlemmer. Foreningen benytter Marstruphallen, hvor den tilbyder floorball, gymnastik, fodbold, håndbold og badminton samt idræt for seniorer og børn. Kajak-afdelingen startede i 2013 og har 15 medlemmer, der sejler ud fra Sønderballe Strand. Mountainbike-afdelingen blev startet i 2010 og holder til i den gamle skolebygning. Afdelingen har 150 medlemmer og 15 DGI-uddannede instruktører. I Pamhule Skov har afdelingen sammen med Naturstyrelsen anlagt et 12 km langt spor, som blev indviet i 2013. Afdelingen er nomineret som årets mountainbike-klub i 2019 og skal være værter for VM i 2022.[5]
- Det Grønne Forsamlingshus 2½ km nord for Marstrup i Haderslev Dyrehave ejes af Naturstyrelsen, men drives af Danhostel Haderslev i Erlev, som tilbyder forplejning, overnatning og anden assistance. Man kan også leje huset som "nøglehus", hvor man selv står for arrangementet. Huset har pejsestue til 80 personer og to mødelokaler til 20 personer i hvert. Der er stole til 109 personer og service til 90.[6]
- Marstrup Beboerforening holder flere fester i årets løb.
- Marstrup har en købmandsforretning. Byen mistede den en kort overgang, men i 2011 var der en gruppe borgere, som købte den tomme forretning og satte lokalerne i stand, hvorefter en lokal borger startede som købmand.

## Historie
Byens navn var Marstorp i 1417. Midt i 1800-tallet bestod Marstrup af to landsbyer: I Sønder-Marstrup var der 10 gårde, 7 landbosteder, 5 huse, 1
præsteenkesæde, 1 skole, 1 smedje, 1 hjulmager, 1 tækker, 1 slagter og 1 skolelærer. I Nørre-Marstrup var der 7 gårde, nogle landbosteder, 1 smed, 2 vævere, 1 knapmager, 1 graver, 1 sadelmager og 1 der lavede træskovle, plejle og træriver.

### Veje
Landevejen mellem Over Jerstal og Langkær ved Aabenraa landevej gennem Marstrup blev anlagt i 1880'erne. Amtsvejen til Skovby og Tønder blev anlagt midt i 1930'erne. I forbindelse med motorvejsbyggeriet blev den i 1982 ført syd om byen.

### Haderslev Amtsbaner
Marstrup havde station på Haderslev Amts Jernbaners strækning Haderslev-Ustrup (1899-1939). Det preussiske målebordsblad skelner mellem de to landsbyer: Süder-Mastrup var den største, men stationen lå nærmest ved Norder-Mastrup. Kun 1 km nordøst for Bahnhof Mastrup lå Bahnhof Nörbygaard ved gården Nørbygård, der i dag er hovedsæde for et stort alsidigt landbrug.
Stationsbygningen er bevaret på Kalmargårdvej 3. Efter nedlæggelsen af banen var den i en årrække forsamlingshus. Nord for Hytkærhus 2 km vest for Marstrup er ca. 300 m af banens tracé gennem Pamhule Skov bevaret.

### Stationsbyen
På det danske målebordsblad er de to landsbyer vokset sammen omkring stationen. Der er kommet en række huse i Marstrup Bygade samt et bageri og et mejeri – det var i drift 1890-1963.
Herefter voksede byen mod nord med 3 parcelhuskvarterer fra henholdsvis 1960'erne og 1970'erne, 1980'erne og 1990'erne. Da de fleste indbyggere bor nord for Bygaden og næsten alle faciliteter ligger syd for den, skal mange mennesker dagligt krydse Bygaden, som stadig har en del gennemkørende trafik trods omfartsvejen.
I 2019 var der planer for et biogasanlæg sydøst for byen.